# نگهبان شب (فیلم ۱۹۹۴)
نگهبان شب (به دانمارکی: Nattevagten) یک فیلم دلهره‌آور محصول سال ۱۹۹۴ سینمای دانمارک به کارگردانی و نویسندگی اوله بورندال است. ماجرای فیلم مربوط به مارتین (با بازی نیکلای کاستر والدو) که به عنوان نگهبان شب در مؤسسه پزشکی قانونی شغل دانشجویی پیدا می‌کند. او که باید به جایی که افراد متوفی نگهداری می‌شوند برود. در همان زمان، یک سری قتل در بین زنان در کپنهاگ و همچنین اتفاقات مرموز و غیرقابل توضیحی در بخش پزشکی رخ می‌دهد.
به دلیل موفقیت این فیلم سه سال بعد یک نسخه آمریکایی به کارگردانی خود بورندال با همین عنوان نگهبان شب منتشر شد.

## داستان
به منظور تأمین هزینه‌های تحصیلات حقوق خود، «مارتین» به عنوان نگهبان شب در یک سردخانه مشغول بکار می‌شود. وقتی قربانیان یک قاتل سریالی به سردخانه منتقل می‌شوند، اتفاقات وحشتناکی به وقوع می‌پیوندد…

## تولید
کارگردان پس از انتشار فیلم تلویزیونی خود یعنی استمناء (۱۹۹۳) شروع به نوشتن این فیلمنامه کرد. و پس از سفری که به سردخانه‌ای در کپنهاگ انجام داد، برای ساخت این فیلم الهام گرفت.

## انتشار
این فیلم در ۲۵ فوریه ۱۹۹۴ منتشر شد. و در دانمارک موفق بود و ۴۶۵٫۵۲۹ بلیت فروخت. این فیلم در فستیوال ۱۹۹۵ در رم، ایتالیا نمایش داده شد. این فیلم به عنوان بخشی از هفته منتقد ۱۹۹۴ در جشنواره فیلم کن انتخاب شد. همچنین یک نسخه دی‌وی‌دی از این فیلم در ۲۹ مه ۲۰۰۱ منتشر شد.